# Adeline Software International
Adeline Software fue una empresa francesa de edición y creación de videojuegos, fundada en febrero de 1993 por antiguos empleados de Infogrames: Yaël Barroz, Didier Chanfray, Frédérick Raynal y Laurent Salmeron. En 1997 fue comprada por Sega y se la rebautizó como No Cliché. Entre los juegos que produjo destacan Little Big Adventure, Little Big Adventure 2 y Time Commando.

## Lista de videojuegos
- 1994
  - Little Big Adventure 1 (PC)
- 1996
  - Little Big Adventure 1 / (PlayStation)
  - (PlayStation)
  - Time Commando (PC)
  - Time Commando (PlayStation)
- 1997
  - Little Big Adventure 2 (PC)
- 1998
  - Time Commando (Sega Saturn)
- 2002
  - Moto Racer Advance (Game Boy Advance)